# Затонне
Зато́нне (рос. Затонное) — село у складі Ілецького району Оренбурзької області, Росія.

## Населення
Населення — 600 осіб (2010; 721 у 2002).
Національний склад (станом на 2002 рік):
- росіяни — 85 %